# Final da Taça dos Clubes Campeões Europeus de 1959–60
A Final da Taça dos Clubes Campeões Europeus de 1959-1960 foi a quinta final da história da Taça dos Campeões Europeus e foi disputada entre o Real Madrid da Espanha e o Eintracht Frankfurt da Alemanha Ocidental. O Real Madrid ganhou por 7-3 em um jogo com de mais de 127.000 pessoas no Hampden Park de Glasgow. É amplamente considerado como um dos maiores jogos de futebol já jogados,  e continua a ser a final com mais golos na história da competição.
O Eintracht Frankfurt alcançou a final depois de uma impressionante vitória por 12-4 no total sobre o campeão Escocês Rangers, enquanto o Real Madrid venceu o seu grande rival Barcelona por 6-2 no total.
A partida esteve inicialmente em dúvida, já que a FA da Alemanha Ocidental tinha proibido os seus clubes de participar em jogos contra qualquer equipe que tivesse Ferenc Puskás, depois do húngaro ter alegado que a selecção da Alemanha Ocidental tinha usado drogas em 1954. Puskás teve que pedir desculpa por escrito para que a partida pudesse ocorrer.
Puskás e Di Stefano são dois dos únicos três jogadores que marcaram um hat-trick numa final da Taça dos Campeões Europeus (Puskas sendo o único a marcar quatro gols), sendo o outro Pierino Prati pelo AC Milan em sua vitória por 4 -1 sobre o Ajax na Final da Taça dos Clubes Campeões Europeus de 1968-69. Puskás repetiu a façanha na Final da Taça dos Clubes Campeões Europeus de 1961–62.

## Caminho para afinal
| Real Madrid   | Real Madrid | Real Madrid | Real Madrid | Fase             | Eintracht Frankfurt | Eintracht Frankfurt | Eintracht Frankfurt | Eintracht Frankfurt |
| ------------- | ----------- | ----------- | ----------- | ---------------- | ------------------- | ------------------- | ------------------- | ------------------- |
| Oponente      | Total       | 1º jogo     | 2º jogo     |                  | Oponente            | Total               | 1º jogo             | 2º jogo             |
| Jeunesse Esch | 12–2        | 7–0 (C)     | 5–2 (F)     | Primeira fase    | Young Boys          | 5–2                 | 4–1 (F)             | 1–1 (C)             |
| Nice          | 6–3         | 2–3 (F)     | 4–0 (C)     | Quartas de final | Wiener Sport-Club   | 3–2                 | 2–1 (C)             | 1–1 (F)             |
| Barcelona     | 6–2         | 3–1 (C)     | 3–1 (F)     | Semifinais       | Rangers             | 12–4                | 6–1 (C)             | 6–3 (F)             |

## Jogo

### Detalhes
| 18 de Maio de 1960 | Real Madrid                                                   | 7 – 3 | Eintracht Frankfurt        | Hampden Park, Glasgow                 |
|                    | Di Stéfano 27', 30', 73' · Puskás 45+1', 56' (pen.), 60', 71' |       | Kress 18' · Stein 72', 75' | Público: 127,621 Árbitro: Jack Mowatt |

| Real Madrid | Eintracht Frankfurt |

| GK           | 1  | Rogelio Domínguez      |
| RB           | 2  | Marquitos              |
| CD           | 5  | José Santamaría        |
| LB           | 3  | Pachín                 |
| MF           | 4  | José María Vidal       |
| MF           | 6  | José María Zárraga (c) |
| RW           | 7  | Canário                |
| FW           | 8  | Luis del Sol           |
| FW           | 9  | Alfredo Di Stéfano     |
| FW           | 10 | Ferenc Puskás          |
| LW           | 11 | Francisco Gento        |
| Manager:     |    |                        |
| Miguel Muñoz |    |                        |

| GK          | 1  | Egon Loy               |
| DF          | 2  | Friedel Lutz           |
| DF          | 3  | Hermann Höfer          |
| MF          | 4  | Hans Weilbächer (c)    |
| DF          | 5  | Hans-Walter Eigenbrodt |
| MF          | 6  | Dieter Stinka          |
| FW          | 7  | Richard Kress          |
| FW          | 8  | Dieter Lindner         |
| FW          | 9  | Erwin Stein            |
| FW          | 10 | Alfred Pfaff           |
| FW          | 11 | Erich Meier            |
| Manager:    |    |                        |
| Paul Oßwald |    |                        |